# 表決
表決（ひょうけつ）は、議事手続における一個の問題に対して議長の要求により出席議員が最終的に賛否の意思を表示して可とする議員と否とする議員の多寡を比定すること。表決の手続に入ることを採決という。また、表決の結果により会議体としての議会あるいは議院の意思が決定・確定されることを議決という。

## 日本の国会

### 概説
議会の意思決定は大きく表決と選挙（役員選挙や内閣総理大臣指名選挙など）に分けられ、このうち表決は一定の問題について可否を決することを指す。
表決については、表決に加わるには表決の際に議場にいなければならない（衆議院規則148条・参議院規則135条参照）、表決に条件を付すことは許されない（衆議院規則149条・参議院規則134条参照）、表決の更正は認められない（衆議院規則156条・参議院規則142条参照）といった基本的な原則がある（会議原則も参照）。
本来、議事機関はその構成員全員の意見が一致することが最も理想的とされるが（全会一致）、現実には構成員全員の意見を一致させることは難しく、全会一致を原則とすれば議事機関は何らの決定もなしえずその責務を果たせなくなる。そこで、一般には議事の決定には多数決の原則が採用される。

### 表決の手続
議長が表決を採ろうとするときは表決に付する問題を宣告する（衆議院規則150条1項・参議院規則136条1項）。議長が表決に付する問題を宣告した後は、何人も議題について発言できない（衆議院議院規則150条2項・参議院規則136条2項）。
なお、日本の国会では衆議院議長は表決には加わらず選挙には加わるのに対し、参議院議長は表決にも選挙にも加わらない。議長の表決権と決裁権の関係については学説に対立がある（議長決裁も参照）。

### 採決の方法
現在、日本の国会における採決方法には、満場一致による方法、起立による方法、記名投票による方法、押しボタンによる方法（参議院のみ）がある。

#### 満場一致
全員一致とみられる場合にとられる方法である。

##### 異議なし採決
議院運営委員会での議事日程作成時に全会派が議案に賛成することを表明し、かつ他の採決手段の要求が無かった場合は異議なし採決が行われる。異議なし採決では、議長が「ご異議ございませんか？」と問い、議員らが「異議なし！」と叫び、議長が「ご異議無しと認めます。」と可決を宣言するという流れとなる。
異議なし採決は発声採決の一種であるが、他国の議会の発声採決では議案に賛成する者、反対する者がそれぞれ別のタイミングで発声する慣行が多いのに対して、異議なし採決は賛否の者が同時に発声することを求められるのが特徴である。
このため、党議拘束に従わない議員や無所属議員が異議なし採決時に「異議あり！」と唱えても声は届きにくく、議事録では満場一致の扱いとなる。
ただし通常、異議なし採決が行われるのは、慣行上議事主宰者に一任とすべきとされる案件を一任することの承認や、議事日程についての形式的な諮問の際などであり、法案採決等の重要な議決では、全会一致が見込まれる場合でも他の採決手段が用いられることがほとんどである。

#### 起立採決

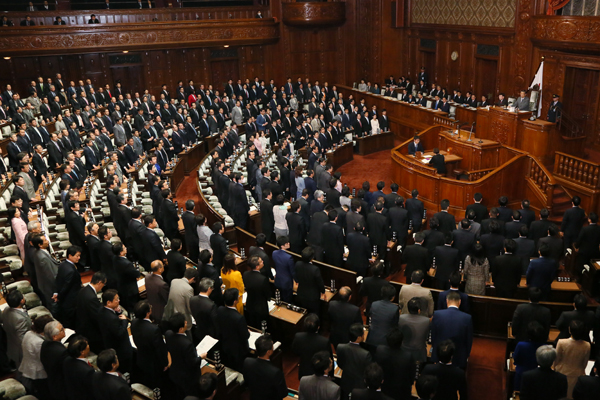
起立採決の様子（2015年3月20日、衆議院本会議の平成27年度暫定予算案採決にて）

衆議院においては起立採決が原則とされている。起立採決では議事主宰者が賛成の者の起立を求め、起立を賛成、着席を反対とみなし、議場を一望することによりその多寡を判定する。実際には起立採決時もあらかじめ議運において賛否会派を確認しており、また座席が会派単位で区画されていることから、起立者数と着席者数を数えるために時間をとる例はまず無く、異議なし採決に次いで迅速な議事進行となる。なお、賛否の多寡が判別しがたいとき、または議長の宣告に対し出席議員の五分の一以上が異議を申し立てたときは、下記の記名投票で表決を採らなければならない。

#### 記名投票

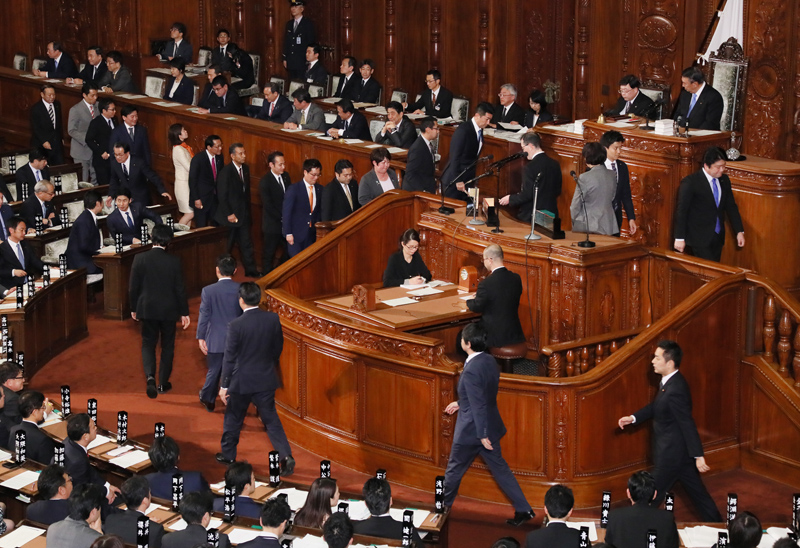
記名投票の様子（2018年2月28日、衆議院本会議の平成30年度予算案採決にて）

記名投票は各議席に備え付けられた投票者たる議員の氏名が記載されている白色と青色の二色の木札（名刺）を用いて、問題を可とする議員は白色の賛成票を、問題を否とする議員は青色の反対票を投票する方法である（衆議院規則153条では白票と青票、参議院規則139条では白色票と青色票という名称で定めている）。
記名投票の際は議場を閉鎖する（議場閉鎖）。これは投票には一定時間がかかるが議場への出入りを禁じなければ過半数の算定の基礎となる出席議員数が固定できないためである（表決数の項目も参照）。表決の場合の過半数算定の基準が出席議員数であるのに対して、内閣総理大臣の指名等の選挙の場合の過半数算定の基準は投票総数である。したがって、表決における記名投票とは異なり内閣総理大臣の指名など選挙の場合には出席議員数を固定する必要はないため投票の間にも議場は閉鎖されない。
議長は議場閉鎖ののち参事に議員の点呼を命ずる。議員は点呼に応じて議席に備え付けられている自らの氏名が記された白または青の票のいずれかを投票する（持参した票を参事に手交する）。参事は受け取った票を計量器に積む（計量器には5票ごとに赤い線と数字が入っており右下から積んでいき、タテ20×ヨコ13で一つに260票が収まる。参議院では計量器の目盛が隠れるように蓋がかけられているが、開票の時には蓋が外される）。どちらも演壇には参事が2人いるが、衆議院では白色の賛成票を積む側と青色の反対票を積む側で分かれるのに対し、参議院では1人が白色票・青色票を受け取って演壇に置き、もう1人の参事が演壇に置いた白色票・青色票を振り分けて計量器に積む形となっている。
記名投票の場合には白色と青色の二色の票を用いるため無効票を生じる余地はない（この点は内閣総理大臣指名選挙などの選挙手続と異なる）。
記名投票の投票者の氏名は会議録に掲載される（衆議院規則200条16号参照）。
記名投票を要求した上でその進行を遅延させる牛歩戦術が議事妨害の一手段として行われることがある。

#### 押しボタン式投票

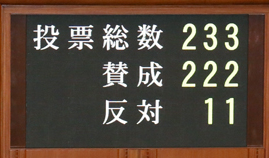
押しボタン式投票の結果の表示板（2015年3月20日、参議院本会議の平成27年度暫定予算案採決にて）

参議院にのみに導入されている。現在、参議院の賛否投票では通常は押しボタン式投票による採決方法がとられる。起立採決ほど迅速ではないが、記名投票に比べると大幅な時間短縮となる上、記名投票と同様に議員ごとの投票内容を記録することができる。ただし議長が必要と認めた際および出席議員の五分の一以上の要求があった際には記名投票を行わなければならない。

## ディヴィジョン
イギリスやイギリス領時代からの議会の伝統を引き継ぐ国（英連邦王国やアイルランドなど）を中心に、ディヴィジョン（Division，分割）と呼ばれる表決方法が用いられる。イギリスなどでは、議長がディビジョンを宣言すると、議案に賛成の議員と反対の議員はそれぞれ定められた別室に移動し、それぞれの在室議員の数が賛否の票数となる。
なお、カナダ下院におけるディヴィジョンは別室への移動を行わず、まず賛成議員の起立を求めて各賛成議員の名前を確認し、次に反対議員の起立を求めて同様に名前を確認する形となる。

## 点呼投票
アメリカ合衆国議会やアメリカの州議会などでは、点呼投票（Roll call vote）と呼ばれる表決方法が定められている。点呼投票では、名前を読み上げられた議員が賛否を口頭で表明することが投票となる。合衆国下院をはじめとする米国内の各議会では点呼投票に代えて電子投票を行うことが多くなったが、合衆国上院の記録投票は21世紀でも点呼投票で行われる。